# Gröngylta
Gröngylta (Labrus viridis) är en fiskart som beskrevs av Carl von Linné 1758. Gröngylta ingår i släktet Labrus och familjen läppfiskar. IUCN kategoriserar arten globalt som sårbar. Inga underarter finns listade i Catalogue of Life.